# Ахметов, Арслан Фаритович
Ахметов Арслан Фаритович (род. 11 декабря 1948, Львов) — советский инженер-технолог, доктор технических наук (1986), профессор (1989), академик АН РБ (2024), заслуженный деятель науки РФ (1998), Лауреат премии Правительства Российской Федерации в области науки и техники (2015).

## Биография
Ахметов Арслан Фаритович родился 11 декабря 1948 года в г. Львов. Отец Ахметов Фарит Галеевич (1926 г.р.) — инженер, заместитель директора УНПЗ (ОАО «Уфанефтехим»); секретарь Уфимского ГК КПСС по промышленности, Кавалер ордена Трудового Красного Знамени (1971), «Знак Почета» (1976). Мать, Ахметова, Роза Саммигуловна.
В 1971 году окончил Уфимский нефтяной институт.
Место работы: c 1971 года в Уфимском нефтяном институте (УГНТУ) работал инженером, ассистентом, преподавателем, доцентом, заведующим отраслевой лабораторией каталитических процессов. В 1987—1991 годах — декан технологического факультета, с 1991 г. заведующий кафедрой. Одновременно в 1997—2001 гг. академик-секретарь Отделения нефти и газа АН РБ.

## Научная деятельность
Научные направления работы Ахметова: топливо с улучшенными экологическими свойствами, производство нефтепродуктов специального назначения; утилизация нефтешламов нефтеперерабатывающих заводов. Им были разработаны технологии получения автомобильных бензинов с пониженным содержанием бензола (менее 1 %) и общего содержания ароматических углеводородов, разработан ряд антисептиков и профилактических средств.
Один из основателей научной школы «Глубокая переработка нефти и рациональное использование углеводородного сырья в УГНТУ».
Ахметов Арслан Фаритович подготовил 3 доктора и более 30 кандидатов наук.

### Труды
Ахметов Арслан Фаритович ― автор более 350 научных работ, включая около 50 изобретений.
- Топливно-химическая переработка бензиновых фракций. Тематический обзор. М.: ЦНИИТЭнефтехим, 1990 (соавтор).
- Ароматизация углеводородов на пентасилсодержащих катализаторах. М.: Химия, 2000 (соавтор).
- Судовые топлива. Уфа: Гилем, 2001 (соавтор).

## Награды и звания
- Заслуженный деятель науки Российской Федерации (1998)[3]
- Лауреат Государственные премии Республики Башкортостан в области науки и техники (2013)[4]
- Лауреат премии Правительства Российской Федерации в области науки и техники (2015)[5]